# Університет Аалто (станція метро)
60°11′05″ пн. ш. 24°49′30″ сх. д. / 60.184700° пн. ш. 24.825055° сх. д.
Університет Аалто (фін. Aalto-yliopisto, швед. Aalto-universitetet) — одна з восьми станцій Гельсінського метрополітену, яка була відкрита 18 листопада 2017 року. Станція розташована на півночі району Отаніемі у місті Еспоо між станціями Кейланіемі до якої 1,4 км та Тапіола до якої 1,7 км.
Головний вхід станції розташований на південний захід від головного корпусу Університету Аалто, другий вхід знаходиться в будівлі VTT
Планований пасажирообіг — 12000 осіб.
Конструкція: Односклепінна станція глибокого закладення з однією острівною платформою. Глибина закладення — 20 м
Пересадка на автобуси маршрутів:111, 550, 551, 551N, 552, 555